# Pilgersdorf
Pilgersdorf (ungarisch Pergelin, Pörgölin, Pörgölény; kroatisch Pilištrof) ist eine Großgemeinde mit 1569 Einwohnern (Stand 1. Jänner 2025) im Burgenland im Bezirk Oberpullendorf in Österreich.

## Geografie
Die Gemeinde liegt im Mittelburgenland am Zöbernbach zwischen Kirchschlag in der Buckligen Welt und Lockenhaus.

### Gemeindegliederung
Ortschaften (und gleichzeitig Katastralgemeinden) der Großgemeinde sind (Einwohnerzahl Stand 1. Jänner 2025, Fläche Stand 31. Dezember 2023):
- Bubendorf im Burgenland (272 Einwohner, 642,31 ha, Seehöhe 371 m ü. A.) samt Pfarrsiedlung,
- Deutsch Gerisdorf (181 Einwohner, 723,21 ha, Seehöhe 358 m ü. A.),
- Kogl im Burgenland (90 Einwohner, 517,93 ha, Seehöhe 599 m ü. A.),
- Lebenbrunn (123 Einwohner, 444,72 ha, Seehöhe 548 m ü. A.) samt Rotleiten,
- Pilgersdorf (576 Einwohner, 1.199,9 ha, Seehöhe 375 m ü. A.)
- Salmannsdorf (116 Einwohner, 495,55 ha, Seehöhe 479 m ü. A.) und
- Steinbach im Burgenland (211 Einwohner, 366,61 ha, Seehöhe 411 m ü. A.) samt Gschorrholz.

### Eingemeindungen
Die heutige Großgemeinde entstand 1971 aus der Zusammenlegung der zuvor selbständigen Gemeinden Pilgersdorf, Bubendorf, Deutsch Gerisdorf, Lebenbrunn, Kogl, Salmannsdorf und Steinbach.

### Nachbargemeinden
|                       | Kirchschlag (WB)                            | Draßmarkt                  |
| Bernstein (OW)        | Kompassrose, die auf Nachbargemeinden zeigt | Unterrabnitz-Schwendgraben |
| Unterkohlstätten (OW) |                                             | Lockenhaus                 |

## Geschichte
Vor Christi Geburt war das Gebiet Teil des keltischen Königreiches Noricum und gehörte zur Umgebung der keltischen Höhensiedlung Burg auf dem Schwarzenbacher Burgberg.
Später unter den Römern lag das heutige Pilgersdorf dann in der Provinz Pannonia.
Burgenländische Archäologen fanden um 1980 im Bereich der alten Schule einen kleinen römischen Friedhof aus dem 1. Jahrhundert nach Christus. Der Ort wurde erstmals unter dem Namen „Brunnaron am Zöbernbach“ in einer Schenkungsurkunde König Ludwigs des Deutschen im Jahr 844 erwähnt. Darin vermachte der König seinem Kanzler Dominicus einen Gutshof bei Brunnaron an der Grenze zwischen den Grafschaften Ratpots und Rihheris. 860 wurde die „Kirche des Minigo“ (= Dominicus) erwähnt. Im 10. Jahrhundert zerstörten die aus dem Osten vordringenden Magyaren Brunnaron. Aus dieser Zeit gibt es einige Funde, ein Bronzedrahtring mit einer Glasperle und Mauerreste einer romanischen Kirche. Im 12. Jahrhundert wurde von deutschen Kolonisten auf den Ruinen eine neue Siedlung gegründet und eine große Kirche (32 × 14 Meter) erbaut.
Aus dem Jahr 1225 stammt die erste urkundliche Nennung Pilgersdorfs unter dem Namen „Pylgrim“: „Via magna, quae de villa Pylgrim venit“ (deutsch: „Große Straße, die vom Ort Pylgrim kommt“). 1289 wurde der befestigte Ort in der Güssinger Fehde durch die Truppen des habsburgischen Herzogs Albrecht zerstört. Zu Beginn des 14. Jahrhunderts wurde die heutige Pfarrkirche errichtet, die dem heiligen Ägidius geweiht ist. Die Pfarre wurde wahrscheinlich von den Lockenhauser Franziskanern betreut. 1390 fand die Amtseinführung der Kanizsay als Grundherren von Lockenhaus statt und „Pergelim mit seiner Maut“ wird als Ort genannt, der zur Herrschaft Lockenhaus gehörte.
Von 1447 bis 1488 war Pilgersdorf an die Pottendorfer, die Herren von Kirchschlag und Krumbach, verpfändet. Während die Türken Güns belagerten, wurde Pilgersdorf 1532 verwüstet.

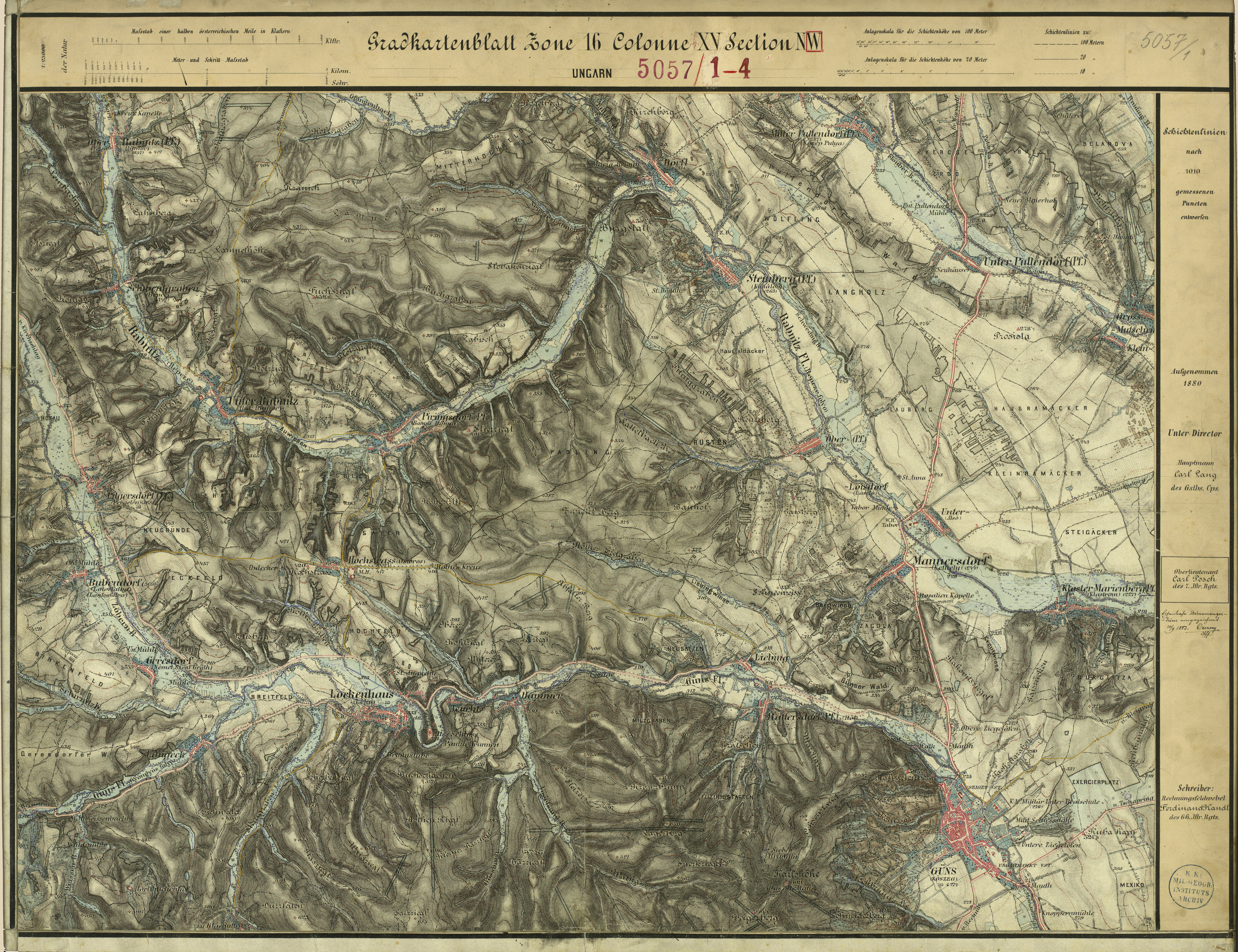
Pilgersdorf (links) um 1880 (Aufnahmeblatt der Landesaufnahme)

Von etwa 1570 bis 1645 waren die Grundherren und die Bevölkerung Protestanten. Zu dieser Zeit wurden die Toten rund um die Ruinen der alten Kirche bestattet. Der Richter von Pilgersdorf betreute auch die neuen Rodungssiedlungen Kogl, Lebenbrunn und Steinbach. 1597 wird bereits die herrschaftliche Mühle genannt.
Der Ort wurde 1605 von den Bocskay-Haiduken (Türken und Tataren) vollständig niedergebrannt, 1608 haben erst 18 von 29 Lehensleuten mit dem Wiederaufbau ihrer Häuser begonnen. In der ersten Hälfte des 17. Jahrhunderts siedeln sich Kärntner und steirische Adelige in Pilgersdorf an (Speidl, Preinberger, Hohenwart, Globitzer, Mensdorff und Hoden), welche eine halbe oder ganze Session bewirtschafteten. Von 1640 bis 1661 verpfändete der Grundherr, Graf Franz von Nádasdy, Baron Speidl und seiner Familie den Ort und erlaubte ihm 1642 das „Große Haus“ zu erbauen (Baukosten rund 3000 Gulden). 1649 wurde die erste Schule bezeugt (Holzhaus). Weil die Lockenhauser Augustiner aber ab 1660 den Pfarrhof nicht benützten, verwendeten die Lehrer ihn als Schule.
Von 1660 bis 1800 betreuten die Augustiner-Eremiten die Pfarre und führten die Rekatholisierung durch, was ihnen bei den Adeligen nicht ganz gelang, denn 1780 gab es noch zehn Protestanten (Familie Preinberger und Hauspersonal). 1671 wird erstmals das herrschaftliche Gasthaus in der Ortsmitte und 1672 auch eine zweite Mühle genannt. Von 1703 bis 1711 wird der Ort mehrmals von aufständischen Kuruzen geplündert. 1750 fielen viele Menschen der Pest zum Opfer. Im Jahr 1783 wird die Kirche umgebaut und nach Osten erweitert. Nachdem 1789 die Pfarre in Kogl gegründet wird, verkleinert sich die Pilgersdorfer und in den Folgejahren wird die Pfarre von Weltpriestern betreut. Im Jahr 1804 ist Pilgersdorf abgebrannt.

### Bevölkerungsentwicklung
Seit der ersten Volkszählung im Jahr 1869, bei der 2.333 Einwohner gezählt wurden, nahm die Bevölkerung stetig ab und erreichte per 1. Jänner 2010 mit 1.642 Bewohnern ihren absoluten Tiefststand. Im Vergleich zu 1869 hat Pilgersdorf 2010 nur mehr 70 % der damaligen Bevölkerung. Die negative Bevölkerungsentwicklung ergibt sich nahezu ausschließlich durch den starken Geburtenrückgang.

## Kultur und Sehenswürdigkeiten
- Katholische Pfarrkirche Kogl hl. Oswald
- Katholische Pfarrkirche Pilgersdorf hl. Ägidius
- Katholische Filialkirche Bubendorf im Burgenland hl. Florian
- Katholische Filialkirche Lebenbrunn hl. Ulrich

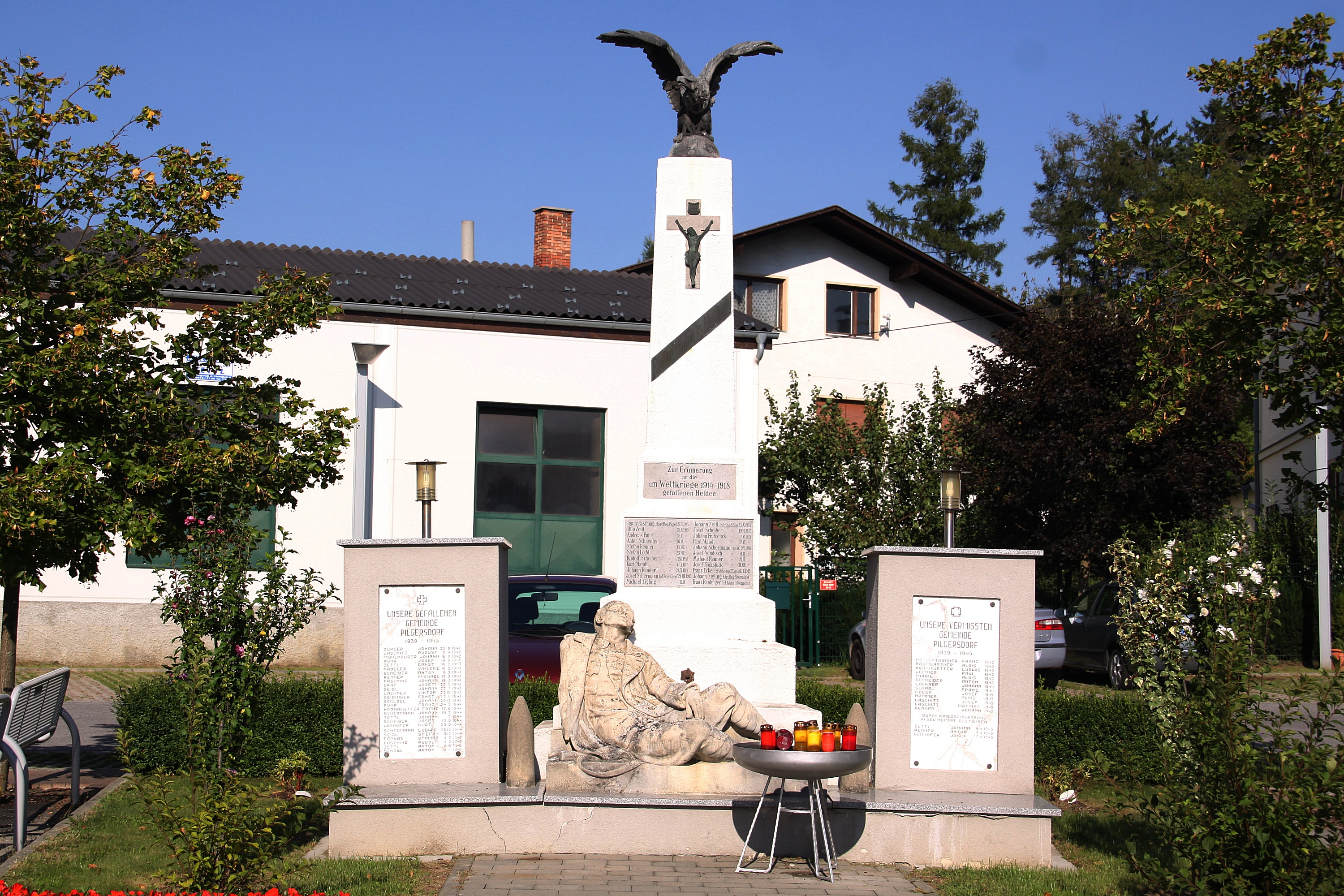
Denkmal für die Gefallenen und Vermissten des Ersten und Zweiten Weltkriegs.
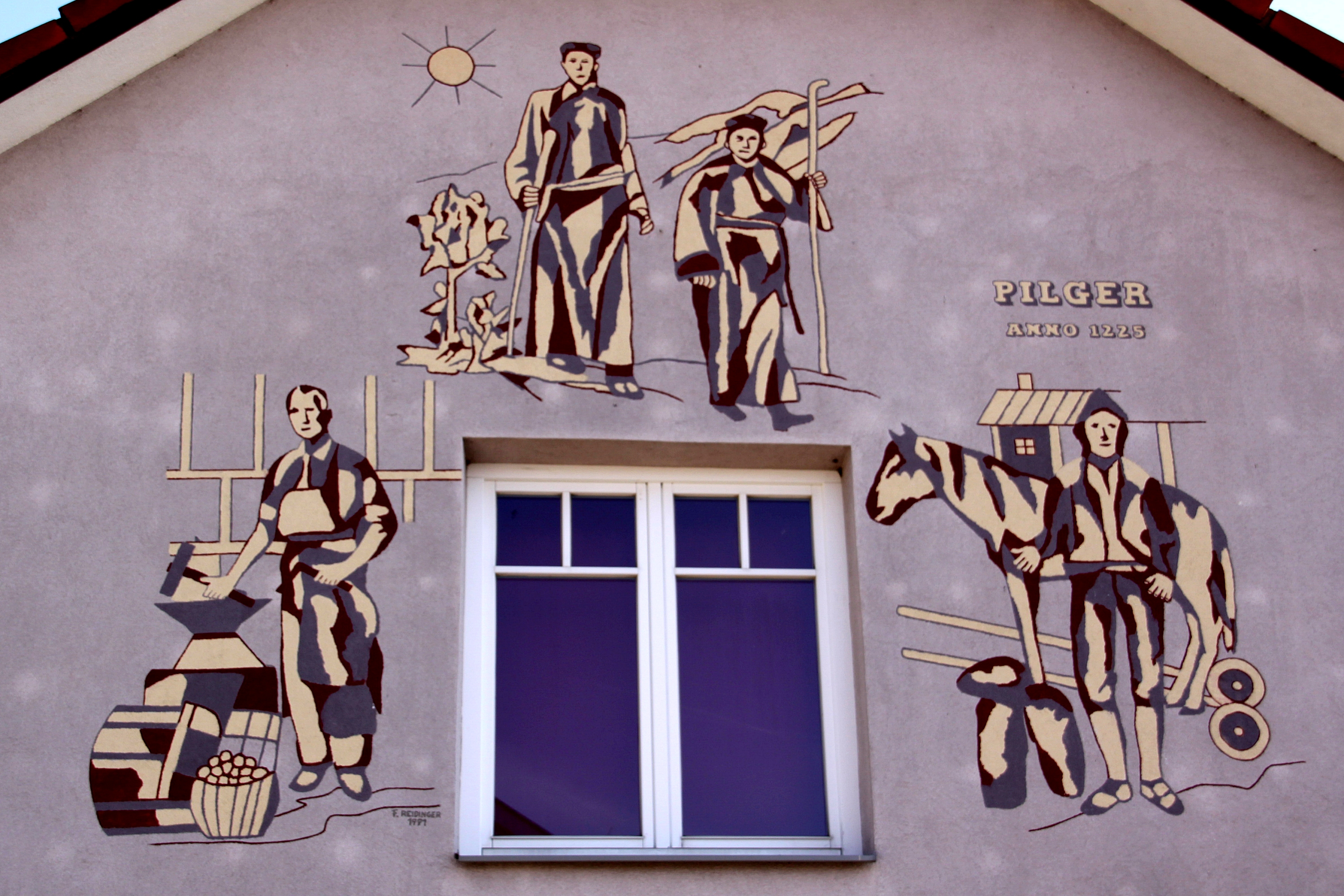
Historische Darstellung der Bewohner von Pilgersdorf anno 1225. Gestaltet von F. Reidinger (1991) auf einer Hausfassade.
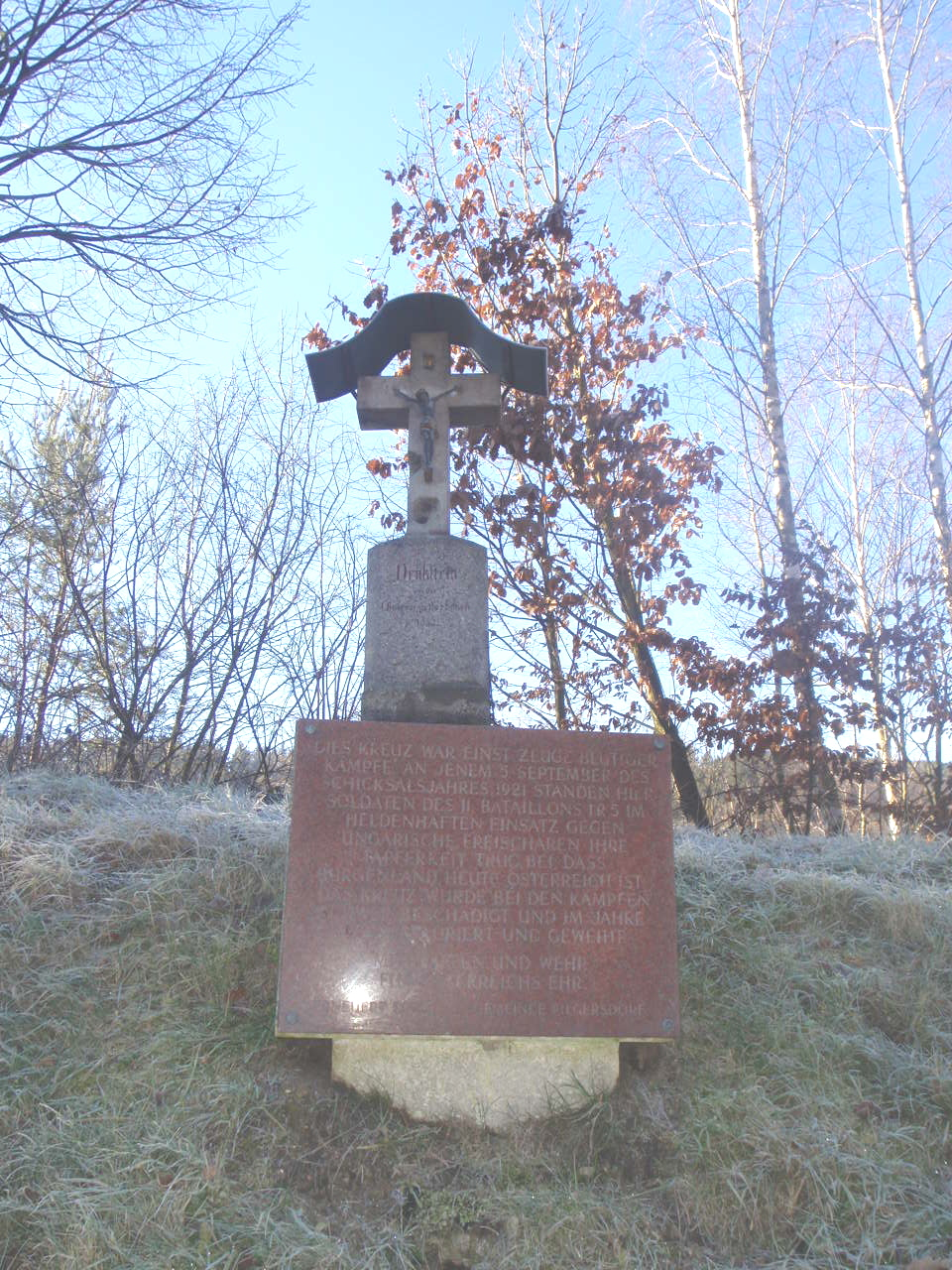
Denkmal aus 1832 und 1921

## Wirtschaft und Infrastruktur

### Wirtschaftssektoren
In den Jahren 1999 bis 2010 nahm die Anzahl der landwirtschaftlichen Betriebe von 168 auf 93 ab. Von diesen waren vier Haupterwerbsbetriebe, 77 Nebenerwerbsbetriebe und zwölf Gemeinschaften oder juristische Personen. Die Haupterwerbsbetriebe bewirtschafteten ein Viertel, die Nebenerwerbsbetriebe die Hälfte der Fläche.
| Wirtschaftssektor            | Anzahl Betriebe | Anzahl Betriebe | Erwerbstätige 2) | Erwerbstätige 2) |
| Wirtschaftssektor            | 2011            | 2001            | 2011             | 2001             |
| ---------------------------- | --------------- | --------------- | ---------------- | ---------------- |
| Land- und Forstwirtschaft 1) | 93              | 168             | 36               | 10               |
| Produktion                   | 6               | 7               | 24               | 34               |
| Dienstleistung               | 48              | 32              | 107              | 105              |
| Summe                        | 147             | 207             | 167              | 149              |

1) Betriebe mit Fläche in den Jahren 2010 und 1999,  2) Erwerbstätige am Arbeitsort
| Von den 790 Erwerbstätigen, die in Pilgersdorf leben, arbeiten 101 in der Gemeinde und 689 pendeln aus. Für den lokalen Arbeitsmarkt von 167 Personen pendeln 66 Personen von anderen Gemeinden ein (Stand 2011). In der Gemeinde befinden sich ein Kindergarten und eine Volksschule, die im gleichen Gebäude untergebracht sind. | Die zur Anzeige dieser Grafik verwendete Erweiterung wurde dauerhaft deaktiviert. Wir arbeiten aktuell daran, diese und weitere betroffene Grafiken auf ein neues Format umzustellen. (Mehr dazu) |

### Verkehr
Von Pilgersdorf nach Norden erreicht man in weniger als zehn Kilometern Kirchschlag in der Buckligen Welt über die Kirchschlager Straße B55. Südlich der Gemeinde verläuft die Burgenland Straße B50 mit Oberpullendorf im Nordosten und Oberwart im Südwesten.

## Politik

### Gemeinderat
Der Gemeinderat hat 21 Mitglieder.
Der Gemeinderat umfasst aufgrund der Anzahl der Wahlberechtigten insgesamt 21 Mitglieder.
| Partei          | 2022             | 2022             | 2022             | 2017             | 2017             | 2017             | 2012             | 2012             | 2012             | 2007             | 2007             | 2007             | 2002             | 2002             | 2002             | 1997             | 1997             | 1997             |
| Partei          | Sti.             | %                | M.               | Sti.             | %                | M.               | Sti.             | %                | M.               | Sti.             | %                | M.               | Sti.             | %                | M.               | Sti.             | %                | M.               |
| --------------- | ---------------- | ---------------- | ---------------- | ---------------- | ---------------- | ---------------- | ---------------- | ---------------- | ---------------- | ---------------- | ---------------- | ---------------- | ---------------- | ---------------- | ---------------- | ---------------- | ---------------- | ---------------- |
| ÖVP             | 787              | 69,46            | 15               | 967              | 74,56            | 16               | 790              | 64,86            | 14               | 886              | 68,74            | 15               | 905              | 71,04            | 16               | 839              | 70,45            | 14               |
| SPÖ             | 329              | 29,04            | 7                | 330              | 25,44            | 5                | 380              | 31,20            | 7                | 403              | 31,26            | 6                | 329              | 25,82            | 5                | 310              | 26,03            | 5                |
| KLART           | 17               | 1,50             | 0                | nicht kandidiert | nicht kandidiert | nicht kandidiert | nicht kandidiert | nicht kandidiert | nicht kandidiert | nicht kandidiert | nicht kandidiert | nicht kandidiert | nicht kandidiert | nicht kandidiert | nicht kandidiert | nicht kandidiert | nicht kandidiert | nicht kandidiert |
| FPÖ             | nicht kandidiert | nicht kandidiert | nicht kandidiert | nicht kandidiert | nicht kandidiert | nicht kandidiert | 48               | 3,94             | 0                | nicht kandidiert | nicht kandidiert | nicht kandidiert | 40               | 3,14             | 0                | 42               | 3,53             | 0                |
| Wahlberechtigte | 1559             | 1559             | 1559             | 1566             | 1566             | 1566             | 1564             | 1564             | 1564             | 1568             | 1568             | 1568             | 1517             | 1517             | 1517             | 1444             | 1444             | 1444             |
| Wahlbeteiligung | 78,32 %          | 78,32 %          | 78,32 %          | 87,93 %          | 87,93 %          | 87,93 %          | 82,93 %          | 82,93 %          | 82,93 %          | 86,86 %          | 86,86 %          | 86,86 %          | 88,46 %          | 88,46 %          | 88,46 %          | 88,43 %          | 88,43 %          | 88,43 %          |

### Gemeindevorstand
[veraltet]Neben Bürgermeister Ewald Bürger (ÖVP) und dem Vizebürgermeister Josef Thurner (ÖVP) gehören weiters die geschäftsführenden Gemeinderäte Robert Bürger (ÖVP), Franz Kainz (ÖVP), Thomas Renner (ÖVP), Thomas Ruf (SPÖ) und Josef Weber (ÖVP) dem Gemeindevorstand an.
Zum Gemeindekassier wurde Robert Bürger (ÖVP) und zum Umweltgemeinderat wurde Franz Kainz (ÖVP) gewählt.
Zu Ortsvorstehern wurden Alexandra Heissenberger (ÖVP, für Kogl), Franz Kainz (ÖVP, für Salmannsdorf), Johann Stifter (ÖVP, für Bubendorf), Josef Thurner (ÖVP, für Deutsch Gerisdorf), Josef Weber (ÖVP, für Lebenbrunn) und Anton Wilfinger (ÖVP, für Steinbach) ernannt.

### Bürgermeister
Bürgermeister ist Ewald Bürger (ÖVP). Er wurde bei der Bürgermeisterdirektwahl 2007 mit 72,98 % zum Nachfolger von Heinrich Harter (ÖVP) gewählt. Nachdem Bürger bei der Wahl 2012 keinen Mitbewerber hatte, trat bei der Wahl am 1. Oktober 2017 Thomas Ruf für die SPÖ an. Dabei wurde Bürger mit 76,50 % als Bürgermeister wiedergewählt, während Ruf auf 23,50 % kam.
Bei der Wahl 2022 wurde Ewald Bürger mit 75,57 Prozent der Stimmen im Amt bestätigt.
Amtsleiterin ist Marlene Zigling.

## Persönlichkeiten
- Josef Schermann (* 1952), römisch-katholischer Theologe, Liturgiewissenschaftler und Religionspädagoge